# Студнев, Александр Викторович
Александр Викторович Студнев (бел. Аляксандр Віктаравіч Студнеў; род. 17 июля 1974, Могилёв) — белорусский политический деятель, действующий министр архитектуры и строительства Беларуси (с 4 марта 2025).

## Биография
Родился 17 июля 1974 года в Могилёве.
В 1997 году окончил Белорусскую государственную политехническую академию, а после — Академию управления при Президенте Республики Беларусь. С марта 2007 года работал заместителем председателя Могилевского городского исполнительного комитета по вопросам градостроительства, архитектуры, капитального строительства, льготного кредитования строительства жилья, экологии и пр.
Александр Студнев прошёл все ступени карьерного роста в строительной сфере и органах исполнительной власти — от мастера в СУ-76 строительного треста № 12 до председателя комитета по архитектуре и строительству Могилевского облисполкома (с 2013 года). До назначения на должность председателя Бобруйского горисполкома возглавлял ИРУП «Белстройцентр».
12 мая 2017 года президент Беларуси Александр Лукашенко дал согласие на назначение Александра Студнева председателем Бобруйского горисполкома.
В 2022—2025 годах Студнев занимал должность председателя Могилёвского городского исполнительного комитета.
С 4 марта 2025 года — министр строительства и архитектуры Беларуси.